# Die zehn Sklavinnen

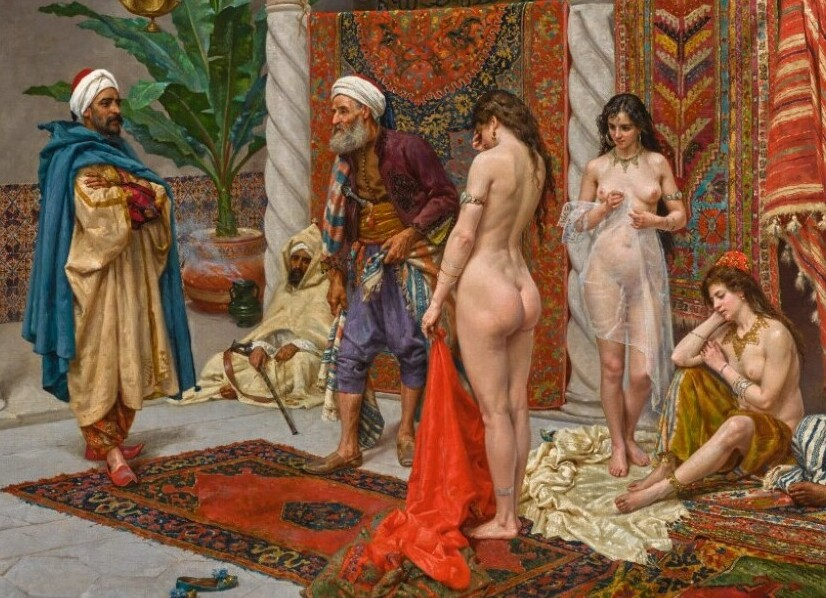
Die Sängersklavinnen werden vor den Kalifen al-Ma'mun gebracht. Gemälde von Giulio Rosati.

Die zehn Sklavinnen ist eine Erzählung aus den Geschichten aus Tausendundeiner Nacht. In der Arabian Nights Encyclopedia wird sie als ANE 500 gelistet.
In der Geschichte begehrt der Abbasiden-Kalif al-Ma'mun zehn Sängersklavinnen von einem Königshof in Sindh im heutigen Südpakistan. Sie ist Teil der größeren Erzählung Harun al-Raschid und der junge Mandschab (ANE 386) und folgt unmittelbar auf die Geschichte Die Liebe von Prinzessin Haifa und Prinz Yusuf (ANE 389).

## Handlung
Nachdem in Bagdad dem Kalifen al-Ma'mun die Geschichte Die Liebe von Prinzessin Haifa und Prinz Yusuf erzählt worden ist, eröffnet ihm ein Mann, dass Prinzessin Haifa zehn Sklavinnen besitzt, die an Schönheit und Talent im Spielen von Musikinstrumenten unübertroffen seien. Daraufhin fordert al-Ma'mun seinen Vertrauten Ibrahim al-Mausili auf, sich an den Königshof des Yusuf im Lande Sindh zu begeben und mit den zehn Sklavinnen zurückzukehren. Ibrahim begibt sich auf die Reise und gelangt an sein Ziel, wobei er seine wahre Identität verbirgt. Als Gast am Königshof des Yusuf trifft er auf die zehn Sklavinnen. Nacheinander präsentieren sie ihm ihre Musikkunst. Als Ibrahim schließlich seine Identität enthüllt und sein Begehren äußerst, die Sklavinnen zu al-Ma'mun zu bringen, schlägt ihm König Yusuf dies nicht ab – zum Leidwesen der Sklavenmädchen, die nicht mit ihm gehen wollen. Zusammen mit den Sklavinnen reist Ibrahim nach Bagdad zurück, wo er die Mädchen dem Kalifen präsentiert, der von ihrer Musik völlig hingerissen ist und ihnen dafür einen Wunsch erfüllen will. Die Mädchen äußern die Bitte, dass sie in ihre Heimat zurückkehren dürfen und al-Ma'mun erfüllt ihnen den Wunsch.

## Hintergrund
Die Geschichte findet sich ausschließlich in der Wortley-Montague-Handschrift und ist aus keiner anderen Handschrift oder frühen Druckfassung von Tausendundeine Nacht bekannt. Felix Tauer übersetzte die Worthley-Montague-Handschrift ins Deutsche.
Die Namen einiger der Sängersklavinnen werden im Text erwähnt: Takna, Mubdi, Nasim, Radah, Na'im, Surur, Dschauharat-al-Hadschi, Mudschat al-Qulub.

## Ausgaben
- Felix Tauer: Neue Erzählungen aus den Tausendundein Nächten, Insel Taschenbuch, Frankfurt am Main 1989, 2 Bände (Wortley-Montague-Handschrift), Band 1, S. 498–515.